# بلبل سرکاهی
بلبل سرکاهی (نام علمی: Pycnonotus zeylanicus) گونه‌ای پرندهٔ آوازخوان از تیرهٔ بلبلان (Pycnonotidae) است. این گونه از شبه‌جزیرهٔ مالایا تا بورنئو یافت می‌شود. زیستگاه‌های طبیعی آن جنگل‌های جلگه‌ای نمناک نیمه‌گرمسیری یا گرمسیری، جنگل‌های حرای نیمه‌گرمسیری یا گرمسیری، بوته‌زارهای نمناک نیمه‌گرمسیری یا گرمسیری، زمین‌های زراعی، مزارع و باغ‌های روستایی است. این گونه به دلیل نابودی زیستگاه و شکار غیرقانونی در معرض تهدید است.
نام‌های جایگزین برای بلبل سرکاهی شامل بلبل تاج‌کاهی و بلبل تاج‌زرد است.